# Lipsi
Lipsi (tiếng Hy Lạp: ?) là một khu tự quản ở vùng Nam Egeo, Hy Lạp. Khu tự quản Lipsi có diện tích 17 km², dân số theo điều tra ngày 18 tháng 3 năm 2001 là 687 người.